# Гранд-Анс (Нью-Брансвік)
Гранд-Анс (англ. Grande-Anse) — село в Канаді, у провінції Нью-Брансвік, у складі графства Глостер.

## Населення
За даними перепису 2016 року, село нараховувало 899 осіб, показавши зростання на 21,8%, порівняно з 2011-м роком. Середня густина населення становила 37 осіб/км².
З офіційних мов обидвома одночасно володіли 505 жителів, тільки англійською — 40, тільки французькою — 355.
Працездатне населення становило 43,1% усього населення, рівень безробіття — 19,4%.
Середній дохід на особу становив $30 909 (медіана $25 589), при цьому для чоловіків — $36 860, а для жінок $25 034 (медіани — $33 963 та $20 160 відповідно).
21,4% мешканців мали закінчену шкільну освіту, не мали закінченої шкільної освіти — 26,2%, 52,4% мали післяшкільну освіту, з яких 10,5% мали диплом бакалавра, або вищий.
| Статево-вікова структура населення | Статево-вікова структура населення | Статево-вікова структура населення | Статево-вікова структура населення | Статево-вікова структура населення |
| ---------------------------------- | ---------------------------------- | ---------------------------------- | ---------------------------------- | ---------------------------------- |
|                                    |                                    |                                    |                                    |                                    |
| Всього                             | Всього                             | 50,3%49,7%                         |                                    |                                    |
| 0 — 14 років                       | 0 — 14 років                       |                                    | 8,9%                               | 8,9%                               |
| 15 — 64 років                      | 15 — 64 років                      |                                    | 58,3%                              | 58,3%                              |
| 65 і більше                        | 65 і більше                        |                                    | 32,8%                              | 32,8%                              |
| 85 і більше                        | 85 і більше                        |                                    | 5%                                 | 5%                                 |
| Середній вік (років)               | Середній вік (років)               | 51,853,3                           | 52,5                               | 52,5                               |
| Медіана (років)                    | Медіана (років)                    | 57,257,7                           | 57,5                               | 57,5                               |
| — чоловіки — жінки                 |                                    |                                    |                                    |                                    |

| Походження мешканців:     | Походження мешканців:     | Походження мешканців: | Походження мешканців: | Походження мешканців: |
| ------------------------- | ------------------------- | --------------------- | --------------------- | --------------------- |
| Походження                |                           |                       | осіб                  | %                     |
| Корінні американці        | Корінні американці        |                       | 25                    | 3.11%                 |
| Інше північноамериканське | Інше північноамериканське |                       | 725                   | 90.06%                |
| Європейське               | Європейське               |                       | 175                   | 21.74%                |
| британське                | британське                |                       | 65                    | 8.07%                 |
| французьке                | французьке                |                       | 135                   | 16.77%                |
| Латинськоамериканське     | Латинськоамериканське     |                       | 15                    | 1.86%                 |

## Клімат
Середня річна температура становить 4,3°C, середня максимальна – 21,4°C, а середня мінімальна – -14,9°C. Середня річна кількість опадів – 1 091 мм.
| Клімат поселення                              | Клімат поселення | Клімат поселення | Клімат поселення | Клімат поселення | Клімат поселення | Клімат поселення | Клімат поселення | Клімат поселення | Клімат поселення | Клімат поселення | Клімат поселення | Клімат поселення | Клімат поселення |
| Показник                                      | Січ.             | Лют.             | Бер.             | Квіт.            | Трав.            | Черв.            | Лип.             | Серп.            | Вер.             | Жовт.            | Лист.            | Груд.            |                  |
| Середній максимум, °C                         | −4,38            | −4,21            | 0,82             | 6,86             | 13,38            | 19,29            | 21,43            | 20,97            | 15,84            | 10,11            | 4,22             | −2,19            |                  |
| Середня температура, °C                       | −9,63            | −9,45            | −4,41            | 1,62             | 8,14             | 14,04            | 18,21            | 17,76            | 12,61            | 6,91             | 1,01             | −5,41            |                  |
| Середній мінімум, °C                          | −14,86           | −14,69           | −9,66            | −3,61            | 2,90             | 8,79             | 14,98            | 14,52            | 9,41             | 3,68             | −2,2             | −8,63            |                  |
| Норма опадів, мм                              | 90               | 70               | 85               | 75               | 95               | 81               | 93               | 104              | 82               | 109              | 105              | 102              |                  |
| Середньомісячна швидкість вітру, м/с          | 4.96             | 4.77             | 4.67             | 4.40             | 4.09             | 3.74             | 3.40             | 3.48             | 3.80             | 4.34             | 4.60             | 4.97             |                  |
| Середньомісячна сонячна радіація, кДж/м²·день | 4770             | 8376             | 12431            | 15677            | 18499            | 20425            | 19799            | 17326            | 12638            | 7800             | 4520             | 3518             |                  |
| --------------------------------------------- | ---------------- | ---------------- | ---------------- | ---------------- | ---------------- | ---------------- | ---------------- | ---------------- | ---------------- | ---------------- | ---------------- | ---------------- | ---------------- |
| Джерело:                                      |                  |                  |                  |                  |                  |                  |                  |                  |                  |                  |                  |                  |                  |